# Fotoinhibición
La fotoinhibición, definida como la inhibición de la fotosíntesis causada por el exceso de radiación, afecta la producción en condiciones de campo, en gran medida. La exposición adicional a factores de estrés durante la exposición a la radiación alta, aumenta el potencial del efecto fotoinhibitorio, de este modo, la inhibición de fotosíntesis indica que la planta está sometida a condiciones estresantes. La fotoinhibición puede ser reversible, jugando un papel de protección de los fotosistemas, pero también puede reflejar un daño que ya ha sucedido en el aparato fotosintético, caso en el cual, es irreversible. En esta revisión, se presentan algunos mecanismos fisiológicos y moleculares de la fotoinhibición y la interacción entre la luz y otros factores causantes de estrés y se discuten sus efectos en las plantas.

## Descripción
El fenómeno de la fotoinhibición se conoce desde hace más de 100 años a través de los trabajos realizados por Ewart (1896) quien se encuentra dentro de los primeros investigadores en estudiar el fenómeno de la fotosíntesis bajo condiciones ambientales reales. El término fotoinhibición (PI) fue definido originalmente por Kok en 1956, como una reducción en la actividad fotosintética que ocurre como consecuencia de un exceso de iluminación.
Desde las primeras etapas de la investigación de este fenómeno, se reportó la inactivación de los fotosistemas I y II, es así como se observó la PI del fotosistema I (PSI) en Spinacia oleracea bajo condiciones tanto aeróbicas como anaeróbicas. En estas observaciones, la iluminación de las membranas de los tilacoides con 30.000 lux, bajo condiciones aeróbicas, disminuyó la actividad fotorreductora del NADP+, el cual fue 10% menos que en el control, y además, se encontró que el 40% de los centros de sulfuro de hierro (FeS) permanecían intactos. Hasta hace poco, el término fotoinhibición se utilizó principalmente como un sinónimo de PI del fotosistema II (PSII), dado que la proteína D1 había sido considerada como el objetivo principal de la PI, y también, porque el PSI es más estable que el PSII bajo condiciones de iluminación excesiva. El daño causado por la luz incluye la inhibición del PSII y la degradación de la proteína D1. Sin embargo, en la última década, algunas publicaciones muestran que a temperaturas bajas e iluminación escasa, el PSI se ve más afectado que el PSII en algunas plantas.